# Bettina Egger
Bettina Egger (* 1943 in Zürich) ist eine Schweizer Kunsttherapeutin und Psychologin.

## Leben und Wirken

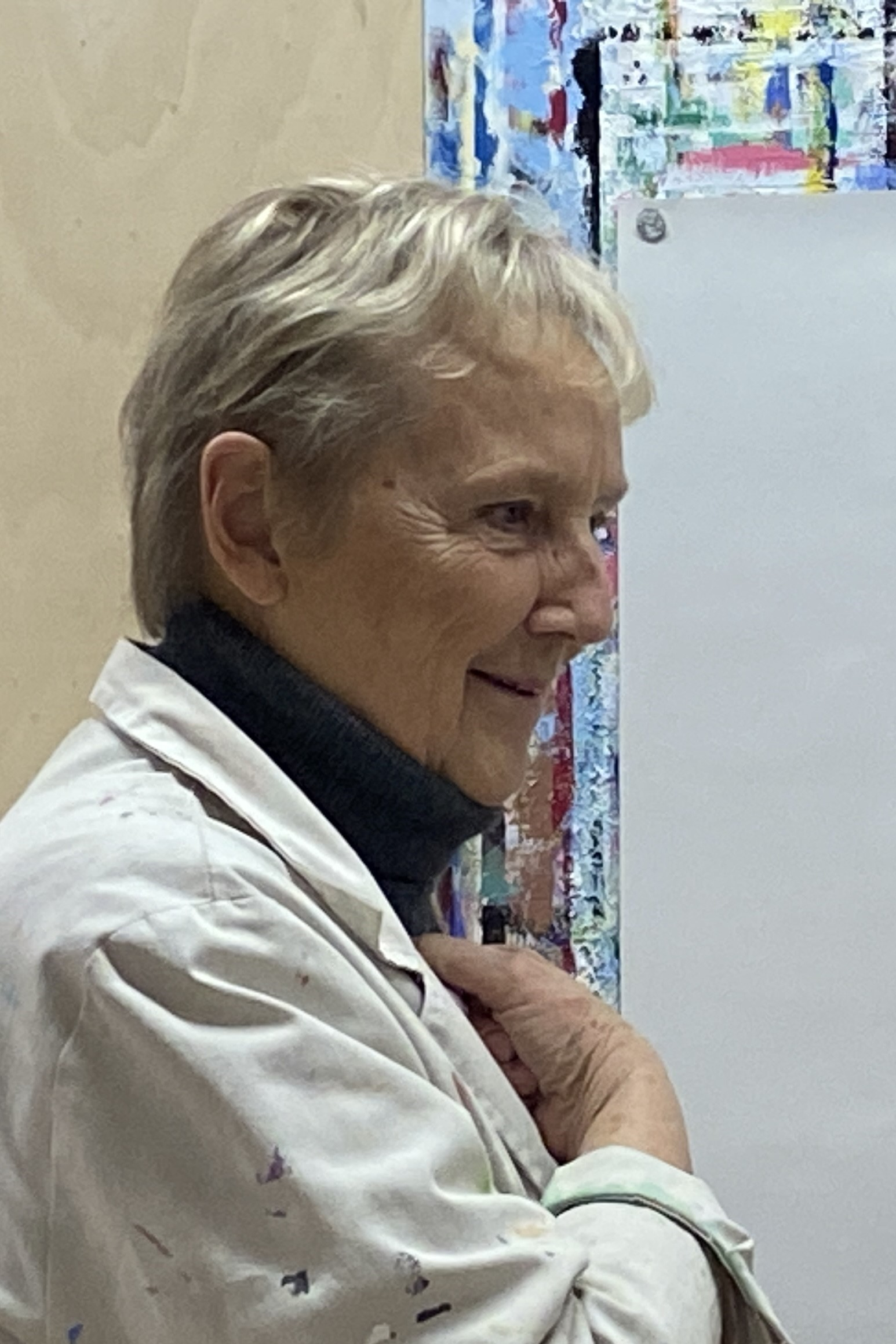
Bettina Egger im Atelier

Nachdem sie eine Graphikausbildung an der Académie des Beaux-Arts in Paris abgeschlossen hatte, lernte Bettina Egger anderthalb Jahre im Malort von Arno Stern, ebenfalls in Paris, wie man mit Kindern malt. Sie wurde von ihm zur Malatelierleiterin ausgebildet. Stern hat ihr die unverbrüchliche Haltung vermittelt, Bilder nicht zu interpretieren und sich ganz auf die Beobachtung dessen, was geschieht, zu verlassen.
Im Jahr 1965 eröffnete sie ihr erstes eigenes Malatelier in Zürich. Sie begleitete dort 10 Jahre lang ausschliesslich Kinder beim Malen. Schon in dieser Zeit arbeitete sie mit dem Kinderpsychologischen und Kinderpsychiatrischen Dienst des Kinderspitals Zürich zusammen, dokumentierte die Bilder und Prozesse und forschte über Zusammenhänge. Ab 1968 nahm sie Assistenten auf und entwickelte die ersten Ausbildungskurse zum Begleiteten Malen (BM). Bei diesem ging es ihr immer wieder um neue Erfahrungen der Malenden und um den Zugewinn der Selbsterkenntnis.
Egger gründete 1978 gemeinsam mit Robert Wirz das Ausbildungsinstitut für Humanistische Kunsttherapie in Zürich. Bis zum Ende ihrer Berufstätigkeit bildete sie dort viele Maltherapeutinnen und Maltherapeuten in der Methode des Begleiteten Malens aus. Sie absolvierte eine Ausbildung in Gestaltpsychotherapie am Gestalt Institute New York und erlangte ebenda 1988 den Titel Ph.D. in Psychologie.
In Zusammenarbeit mit dem Psychologen und Psychotherapeuten Jörg Merz entwickelte sie seit den 1980er Jahren die Methode des Lösungsorientierten Malens (LOM). Beobachtungen führten sie zu der Annahme, dass es Bildkriterien gibt, die zur Lösung von belastenden Themen beitragen können. Sie verglichen Bilder in Bezug auf Gemeinsamkeiten und mögliche Wirkfaktoren, die zu einer Veränderung bei den Malenden führen und entwickelten. Kriterien und Interventionen, um emotionale Veränderungen zu initiieren. Daraus entwickelten sie die Methode des LOM, die es den Klienten ermöglicht, Anliegen gezielt über das Erstellen von Bildern zu klären. Angeregt durch die Forschungsergebnisse von Joseph LeDoux, US-amerikanischer Psychologe und Neurowissenschaftler, nahm Bettina Egger Kontakt mit ihm auf. Im direkten wissenschaftlichen Austausch mit Joseph LeDoux zur Arbeitsweise des LOM, wurden die neuropsychologischen Zusammenhänge für die Wirkfaktoren des Lösungsorientierten Malens klar.
Egger und Merz gründeten in Zürich das Institut für Humanistische Kunsttherapie IHK und bildeten gemeinsam von 1988 bis 2016 Therapeutinnen und Therapeuten in der Methode des LOM aus. Von Anbeginn benutzten sie eine standardisierte Exploration anhand einer Werteskalierung, sowie eine lückenlosen Dokumentation mit Einschätzung der empfundenen Belastung und den damit verknüpften Kognitionen, so dass Veränderungen nachweisbar sichtbar wurden.
Die Wirksamkeit des LOM wurde in Folge in einigen empirischen Studien untersucht. Eine erste randomisierte Studie zum Effekt von Lösungsorientierter Maltherapie bei chirurgischen Patienten wurde 2020 im Universitätsspital Zürich USZ begonnen. Stand Juli 2025 sind noch keine Ergebnisse veröffentlicht.
Zusammen mit Urs Hartmann entwickelte Bettina Egger die Personenorientierte Maltherapie (POM) und erweiterte somit das Begleitete Malen. Seitdem bestehen beide Begriffe nebeneinander. Seit 2017 hat Urs Hartmann die Weiterführung und Weiterentwicklung des IHK übernommen. Die von Bettina Egger entwickelten Methoden werden von der Dachorganisation der Schweizer Berufsverbände für Therapien und künstlerische Medien, der OdA Artecura, unterstützt und anerkannt.
Seit 2018 etablierten sich um die Methode des Lösungsorientierten Malens nach Bettina Egger und Jörg Merz ein internationaler Verein, in dem Bettina Egger eine Ehrenmitgliedschaft einnimmt und in Deutschland ein LOM Netzwerk.

## Publikationen
- Faszination Malen. Zytglogge Verlag, Bern 1980, ISBN 978-3-7296-0106-2.
- Bilder verstehen – Wahrnehmung und Entwicklung der bildnerischen Sprache. Zytglogge Verlag, Bern 1984, ISBN 978-3-7296-0183-3.
- Malen als Lernhilfe. Zytglogge Verlag, Bern 1990, ISBN 978-3-7296-0150-5.
- mit Regine Kottmann, Anja Muckle (Hrsg.): Gewalt ver-rückt die Seele. Verlag Psychiatrie und Geschichte Zwiefalten, 1996, ISBN 3-931200-02-7.
- Ereignis Kunsttherapie. Zytglogge Verlag, Bern 2003, ISBN 978-3-7296-0660-9.
- Der gemalte Schrei – Geschichte einer Maltherapie. Zytglogge Verlag, Bern 1991, ISBN 978-3-7296-0382-0.
- Träume malen und verstehen. Zytglogge Verlag, Bern 1995, ISBN 978-3-7296-0513-8.
- In: Heinz Walter (Hrsg.): Vater wer bist du? Auf der Suche nach dem «hinreichend guten» Vater. Klett-Cotta, Stuttgart 2008, ISBN 978-3-608-89067-9
- In: Wulf Rössler, Birgit Mattner: Kunst- und Ausdruckstherapien. Kohlhammer, Stuttgart 2013 (Artikel zum Lösungsorientierten Malen von Egger und Merz).
- mit Jörg Merz: Lösungsorientierte Maltherapie. Verlag Hans Huber, Bern 2013, 2. Auflage, Hogrefe Verlag, Bern 2024, ISBN 978-3-456-85272-0.
- Urformen des Malens. Hogrefe Verlag, Bern 2015, ISBN 978-3-456-85537-0.
- mit Urs Hartmann: Personenorientierte Maltherapie. Verlag Hogrefe, Bern 2017, ISBN 978-3-456-85580-6.